# Золтан Фабри
Золтан Фабри (по рождение Золтан Фурткович), (15 октомври 1917 – 23 август 1994 г.) е унгарски филмов и театрален режисьор, актьор, сценограф, сценарист, университетски преподавател, художник, график. Трикратен носител на наградата „Кошут“.

## Биография
Золтан Фабри е роден в Будапеща, в семейството на Михай Бела Фурткович и Олга Мария Грьобер. Израства във Ференцварош и се подготвя за художник. През 1938 г. завършва Художествената академия, но интересът му се насочва към актьорството. Завършва Университета за театрално и филмово изкуство през 1941 г. Като второкурсник става стипендиант по специалност режисура в Комедийния театър „Вигсинхаз“.
От 1941 до 1943 г. работи в Националния театър като актьор, сценограф и водещ на програми. От 1943 до 1946 г. е част от Комедийния театър „Вигсинхаз“. От 1946 до 1948 г. работи в Творческия театър. През 1948 г. е режисьор на Националния театър за един сезон, а през 1949 г. е директор на театър „Пионер“, отново за един сезон. През 1950 г. се присъединява към Филмово студио „Хуниа“, където е художествен ръководител до 1952 г. и кинорежисьор от 1952 г.
През 1958 г. Фабри е избран за председател на Унгарския съюз за филмово и телевизионно изкуство и заема длъжността до 1981 г., след което става негов почетен председател. От 1970 г. преподава в Университета за театрално и филмово изкуство.

## Избрана филмография
- „Свидетелят“ („A tanú“ /1969/, като актьор)
- „Учителят Ханибал „(„Hannibál tanár úr“ /1956/, като сценарист и режисьор)
- „Реквием" („Requiem“ /1981/, като режисьор и сценарист)
- „Петият печат“ („Az ötödik pecsét“ /1976/, като режисьор и сценарист)
- „Унгарци“ („Magyarok“ /1978/, като режисьор и сценарист)
- „Двадесет часа“ („Húsz óra“ /1964/, като режисьор)
- „Момчетата от улица „Пал““ („A Pál utcai fiúk“ /1968/, като режисьор и сценарист)